# Stanisław Zieliński (polityk)
Stanisław Józef Zieliński (ur. 27 września 1919 w Mełgwi, zm. 31 grudnia 1995) – polski kolejarz, poseł na Sejm PRL II i III kadencji.

## Życiorys
Z zawodu był nauczycielem oraz kolejarzem. W 1945 rozpoczął pracę w Polskich Kolejach Państwowych w Olsztynie w charakterze referenta, a następnie jako naczelnik oddziału przewozów. W 1951 ukończył Wyższe Studium Prawno-Ekonomiczne przy Prezydium Rady Ministrów. Został przewodniczącym Wojewódzkiej Komisji Związków Zawodowych w Olsztynie. Wstąpił do Polskiej Zjednoczonej Partii Robotniczej, wchodził w skład plenum komitetu wojewódzkiego. W 1957 i 1961 uzyskiwał mandat posła na Sejm PRL w okręgach kolejno Olsztyn i Iława. Przez dwie kadencje zasiadał w Komisji Komunikacji i Łączności (w trakcie III kadencji jako zastępca przewodniczącego), a ponadto w trakcie II w Komisji Nadzwyczajnej Ziem Zachodnich.
Pochowany na cmentarzu komunalnym w Olsztynie (27/10/3).

## Odznaczenia
- Odznaka honorowa „Zasłużony dla Warmii i Mazur” (1960)[2]